# Dinokaryota
Os dinocariotas ou dinocariontes (Dinokaryota, Fensome et al. 1993) constituem uma secção do grupo taxonómico dos protistas dinoflagelados, que apresentam um exosqueleto designado como teca (ou testa). Muitos autores subdividem-nos nas secções Blastodiniphyceae,, Dinophyceae, Noctiluciphyceae e Dinokaryota (incertae sedis).